# Bungtiang
Bungtiang is een bestuurslaag in het regentschap Oost-Lombok van de provincie West-Nusa Tenggara, Indonesië. Bungtiang telt 6593 inwoners (volkstelling 2010).